# نوا لایلز
نوا لایلز (انگلیسی: Noah Lyles؛ زادهٔ ۱۸ ژوئیهٔ ۱۹۹۷) دونده سرعت اهل ایالات متحده آمریکا است و قهرمان المپیک ۲۰۲۴ پاریس در دو صد متر است.
وی در مسابقات بین‌المللی در مجموع برندهٔ ۱۴ مدال طلا و ۴ مدال نقره شده است.